# Roi Phục sinh

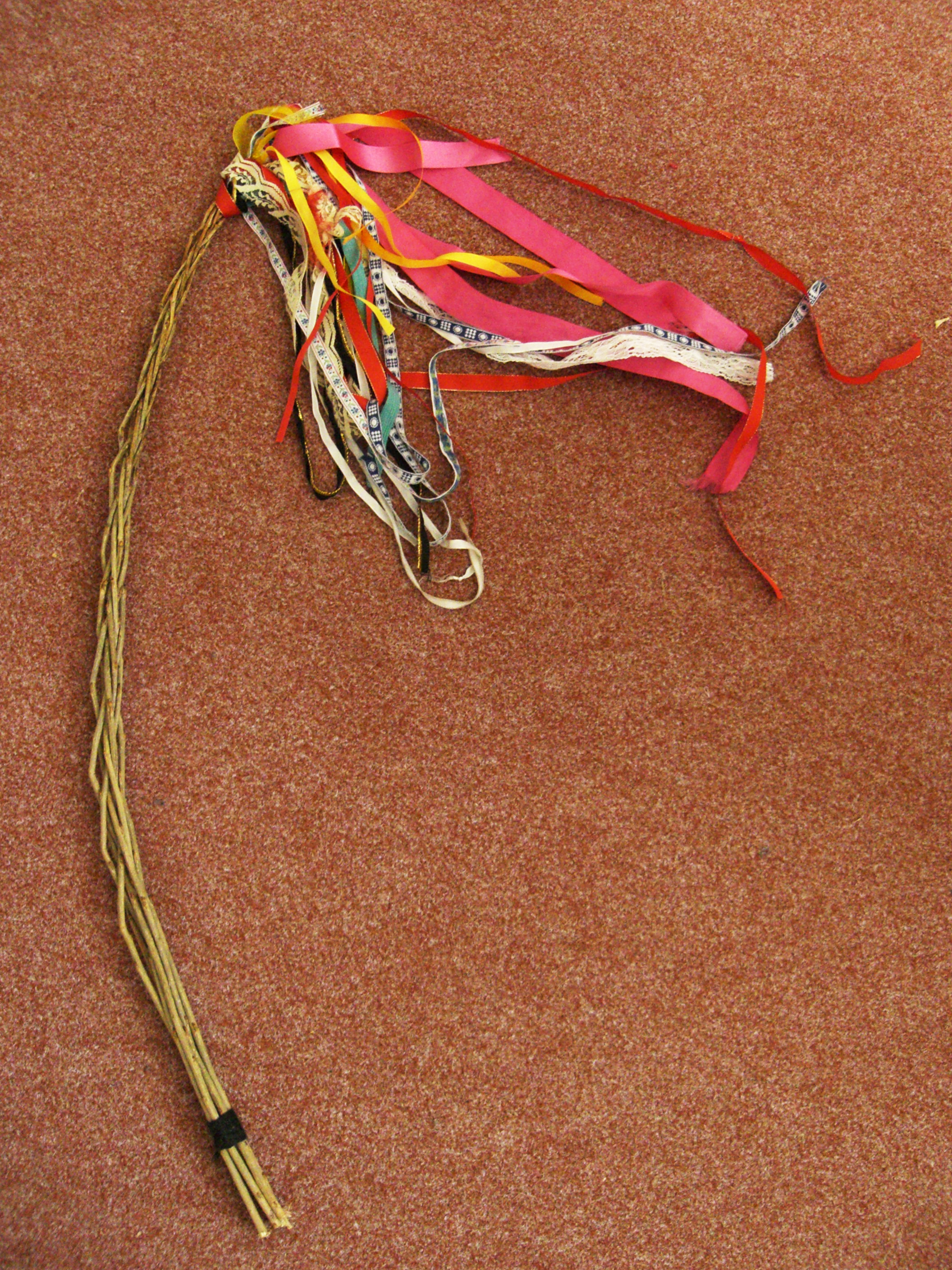
Séc Pomlázka (Roi Phục sinh)

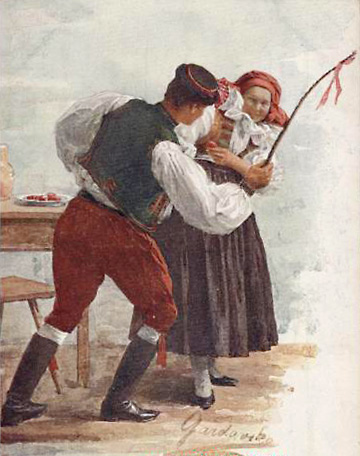
Một Pomlázka đang được sử dụng; bởi Marie Gardavská (1871-1937)

Roi Phục sinh là một vật thường được sử dụng trong truyền thống đánh đòn vào thứ Hai Lễ Phục sinh ở Cộng hòa Séc, Slovakia và một số vùng địa phương của Hungary.
Vào buổi sáng thứ Hai, người đàn ông sẽ nhẹ nhàng đánh phụ nữ bằng một chiếc roi hoặc que gỗ mềm được làm thủ công được gọi là pomlázka (tiếng Séc: karabáč, tiếng Slovak: korbáč hoặc siba,  tiếng Hungary: korbács). Pomlázka bao gồm bốn đến hai mươi tư nhành cây (thanh liễu hoặc các cành cây khác) tết lại với nhau với độ dài từ nửa mét đến hai mét và được trang trí thêm các dải ruy băng màu ở cuối.
Và theo phong tục này, nếu đàn ông đến nhà phụ nữ sau 12 giờ, người phụ nữ sẽ tạt một xô nước lạnh vào người. Trong một số khu vực những người đàn ông cũng tạt lại những cô gái một chút nước hoặc xịt nước hoa vào họ.
Khi tới nhà người phụ nữ, việc đầu tiền người đàn ông làm là hát một câu hát liên quan đến trứng và mùa xuân như sự sung mãn và khả năng sinh sản, sau đó người phụ nữ trẻ sẽ quay người lại cho người đàn ông quất roi vào lưng mình. Việc dùng roi đôi lúc có thể làm đau người phụ nữ tuy nhiên đây không phải là hành vi bạo lực. Ở các thành phố, phong tục này thường chỉ được thực hiện giữa các thành viên trong gia đình.
Hình ảnh các chàng trai trẻ đuổi theo các cô gái trẻ trên đường làng bằng những chiếc roi trong quá khứ đã được minh họa lại trong những bức cổ điển. Từ bức tranh này có thể thấy những cô gái mặc trang phục truyền thống đang vui chơi chạy hoặc trốn xung quanh. Tuy nhiên, một số bộ phận giới trẻ hiện đại đang làm biến chất phong tục này bằng những trò phục kích hung hãn. Đây được coi là những vi bắt nạt không thể chấp nhận được.
Người ta lý giải cho sự xuất hiện của phong tục này rằng "phụ nữ nên bị đánh đòn bằng roi để giữ sức khỏe, sắc đẹp và khả năng sinh sản của họ".
Theo thống kê của một cuộc khảo sát vào năm 2019, có tới 60% hộ gia đình ở Séc thực hiện truyền thống đánh đòn (hoặc tưới nước) vào thứ Hai Lễ Phục sinh.
Ở Croatia, Pomlázka được làm từ cành ô liu. Ở một số quốc gia khác như Ba Lan,  thường sử dụng cây thanh liễu làm roi Phục sinh.

## Từ nguyên
"Roi bấc " (Tiếng Séc karabáč, tiếng Slovak: korbáč, tiếng Hungary: korbács) có nguồn gốc xuất phát từ "kırbaç" của Thổ Nhĩ Kỳ.
Ở Cộng hòa Séc, mỗi cây roi dùng trong lễ Phục sinh như vậy được gọi là pomlázka có nghĩa là " trẻ hóa ", ngụ ý rằng một phụ nữ mỗi lần bị pomlázka đánh trúng sẽ trở nên trẻ trung và xinh đẹp hơn.